# Der Ring
Der Ring ("o Anel") foi um grupo de arquitetos de vanguarda da Alemanha do período entreguerras.
A origem do Ring encontra-se nas reuniões organizadas por volta de 1924  pelos arquitetos Mies van der Rohe e Hugo Häring no escritório que naquele tempo estes dois arquitetos compartilhavam. Inicialmente o grupo chamou-se "Der Zehnerring" ou "o Anel dos Dez", por estar composto por dez arquitetos: além dos já mencionados Mies e Häring, faziam parte do grupo Peter Behrens, Erich Mendelsohn, Hans Poelzig, Bruno Taut, Max Taut, Walter Schilbach, Otto Bartning, e Martin Wagner.
Um dos motivos da fundação do grupo foi a destituição de Ludwig Hoffmann, arquiteto chefe de Berlim, de perfil conservador, e a sua substituição por Martin Wagner, objetivo que se conseguiu em 1925.
Posteriormente, o "Zehnerring" passou a ser denominado o "Ring", nomeando delegados em outras cidades alemãs: Walter Gropius (delegado na Bauhaus-Dessau), Adolf Meyer (Francoforte do Meno), Adolf Rading (Breslau), Otto Haesler (Celle), Richard Döcker (Stuttgart)e Hans Söder (Kassel). Incluíram-se assim mesmo novos membros, como Wassili e Hans Luckhardt, Ernst May, Heinrich Tessenow e Hans Scharoun.
O Ring foi mais um coletivo do que uma sociedade organizada, pois não existia qualquer comitê, e admissões e decisões importantes deviam ser adotadas por unanimidade. O seu arquivo oficial era o arquivo da Bauhaus em Dessau, e o seu primeiro secretário foi Hugo Häring.
O Ring manteve relação frequente com outros grupos plásticos da vanguarda, como o Novembergruppe ou o Arbeitsrat für Kunst. Em 1927 contava com 27 membros, dos quais 21 participaram da exposição do Weissenhofsiedlung, Stuttgart.